# Walter Friedländer
Walter Ferdinand Friedländer (Glogau, 10 de marzo de 1873 - Nueva York, 8 de septiembre de 1966) fue un historiador del arte alemán.
Aprendió historia del arte con Heinrich Wölfflin y otros. Entre sus primeros estudiantes estaba Erwin Panofsky.
Enseñó en la Universidad de Friburgo (1914-1933; cf.), y el Instituto de Bellas Artes de la Universidad de Nueva York (1935-).

## Obras
- Caravaggio Studies, 1955
- Mannerism and Anti-mannerism in Italian Painting (1957/1965)
- " Dinámica del Trabajo Social. El Trabajo Social de investigación de casos. México, 1975.